# The American Archivist
The American Archivist ist eine seit 1938 halbjährlich erscheinende und von der Society of American Archivists herausgegebene historische Fachzeitschrift zur Diskussion praktischer und theoretischer Fragen rundum das Archivwesen in den Vereinigten Staaten und in Übersee. Daneben wird auch das Zusammenwirken von Archivarinnen, Archivaren den Urheberinnen und Urhebern und den Nutzerinnen und Nutzern von Archiven sowie kulturelle, soziale, rechtliche und technologische Fragen rundum Archivalien thematisiert. Die Fachzeitschrift setzt auf das Peer-Review-Prinzip und ist nach eigener Angabe die größte englischsprachige Fachzeitschrift für das Archivwesen.